# Châteauneuf-Val-de-Bargis
Châteauneuf-Val-de-Bargis är en kommun i departementet Nièvre i regionen Bourgogne-Franche-Comté i de centrala delarna av Frankrike. Kommunen ligger i kantonen Donzy som tillhör arrondissementet Cosne-Cours-sur-Loire. År 2022 hade Châteauneuf-Val-de-Bargis 479 invånare.

## Befolkningsutveckling
Antalet invånare i kommunen Châteauneuf-Val-de-Bargis
| Referens: INSEE |